# Эль-Баз, Фарук
Фарук Эль-Баз (Farouk El-Baz; род. 2 января 1938, Эз-Заказик, Египет) — египетско-американский учёный, геолог, пустыневед.
Участник программы НАСА «Аполлон» по исследованию Луны (1967—1972), пионер использования космических снимков в областях геологии, географии и археологии.
Доктор философии, член TWAS (1985), African Academy of Sciences (1989), Islamic World Academy of Sciences (1998), Национальной инженерной академии США (2002), Hassan II Academy of Sciences and Technologies (2005), профессор Бостонского университета (с 1986).
В 1978—1981 годах советник по науке президента Египта Анвара Садата.

Программа «Аполлон» стала великолепным опытом. Она многому научила мир. Прежде всего — она продемонстрировала нам триумф человеческого духа. При правильно [рассчитанных] ресурсах, сроках и ясной цели мужчины и женщины с различными навыками способны объединиться для выполнения невероятных задач.
Оригинальный текст (англ.)Apollo was a great experience. It taught the world a lot of things. Above all it taught us about the triumph of the human spirit. Given the right resources, a timeline, and a clear objective, men and women with a variety of skills could come together to perform unbelievable tasks.

## Биография
Окончил Университет Айн-Шамс в Каире (бакалавр химии и геологии), где занимался в 1954—1958 годах. Получил степень магистра геологии в Missouri School of Mines and Metallurgy, где занимался в 1960—1961 годах. В 1961—1962 и 1963—1964 годах занимался в Университете Миссури в Ролле, где получил степень доктора философии по геологии, в 1962—1963 годах занимался для этого же также в MIT. В 1964—1965 годах инструктор Института минералогии и петрографии Гейдельбергского университета. В 1965—1966 годах геолог в Каире, участвовал в открытии Morgan oil field. Затем вновь вернулся в США. В 1967—1972 годах сотрудник Bellcomm и Лабораторий Белла. В 1973—1982 годах директор по исследованиям Центра Национального музея воздухоплавания и астронавтики Смитсоновского института. В 1982—1986 годах вице-президент по науке и технике Itek Optical Systems. С 1986 года исследовательский профессор Бостонского университета и директор-основатель его Центра дистанционного зондирования. Фелло Геологического общества Америки, Американской ассоциации содействия развитию науки, британского Королевского астрономического общества, Клуба первооткрывателей. Автор более 250 научных работ в профессиональных журналах. Соредактор книги Remote Sensing in Archaeology (2007).
С 1970 года гражданин США. Женат, четыре дочери, внуки.

## Награды, отличия, почести
- American Muslim Achievement Award (2001)
- Golden Award, Служба древностей Египта (2008)[7]
- Distinguished Career Award, международная секция Геологического общества Америки (2014)[8]
- Медаль Невады (2015)
- Inamori Ethics Prize (2018)[9]

Удостоился почётных докторских степеней от New England College (1989), Mansoura University (2003), Американского университета в Каире (2004), Миссурийского университета (2004), Американского университета Бейрута (2009).
Награждён египетским орденом Заслуг 1 класса (1981).
В 2014 году его именем назвали улицу в Каире.

### В кино
В 26 эпизоде 6 сезона сериала "Star Trek: The Next Generation" его именем назван один из шаттлов.
В 10 серии сериала "С Земли на Луну", роль Фарука эль-База исполняет Иса Тота. В ней Фарук учит пилота командного модуля Аполлон-15 Альфреда Уордена распознавать с окололунной орбиты особенности лунной поверхности.